# Матео Гендузи
Матео Елијас Кензо Гендузи Олије (фр. Matteo Elias Kenzo Guendouzi Olié; 14. април 1999) професионални је француски фудбалер који игра на позицији везног играча. Тренутно наступа за Лацио као позајмљени играч Олимпик Марсеља.

## Клупска каријера
Са 6 година се придружио омладинској школи Париз Сен Жермена где је био до 2014. године када је прешао у Лорјан где касније играо и за резервни тим, а касније и дебитовао у сениорској екипи и то против Нанта 15. октобра 2016. године. За Лорјан је одиграо укупно 30 утакмица.
За Арсенал је потписао уговор 11. јула 2018. Дебитовао је на пријатељској утакмици против Париз Сен Жермена у Сингапуру. Свој први професионални гол постигао је у Лиги Европе против Карабага.

## Највећи успеси

### Арсенал
- ФА куп (1) : 2019/20.
- Лига Европе : финале 2018/19.

### Француска
- Лига нација (1) : 2020/21.
- Светско првенство : финале 2022.